# Symphonie no 33 de Mozart
Pour les articles homonymes, voir Symphonie no 33.
La Symphonie no 33 en si bémol majeur KV 319 est une symphonie du compositeur autrichien Wolfgang Amadeus Mozart.

## Historique
À l'origine prévue en trois mouvements suivant le goût qui prévalait à Salzbourg, elle est datée du 9 juillet 1779, alors que le compositeur était âgé de 23 ans. Plus tard (les dates varient de 1782 à 1785), Mozart a écrit un Menuet pour les exécutions à Vienne.
En 1785, Mozart a donné à la maison d'édition Artaria le manuscrit de la symphonie avec celui de la Symphonie no 35 "Haffner" KV 385 (à l'origine Sérénade). Ainsi la Symphonie no 33 est l'une de ses rares symphonies à avoir été imprimées du vivant du compositeur.
Sa partition autographe est aujourd'hui conservée à la bibliothèque Jagellon de Cracovie.

## Instrumentation
| Instrumentation de la symphonie no 33                                |
| Cordes                                                               |
| premiers violons, seconds violons, altos, violoncelles, contrebasses |
| Bois                                                                 |
| 2 hautbois, 2 bassons                                                |
| Cuivres                                                              |
| 2 cors en si bémol                                                   |

## Structure
La symphonie comprend quatre mouvements :
1. Allegro assai, en si bémol majeur, à 
, 370 mesures : un premier thème élégant précède un second thème avec une ritournelle dansante.
2. Andante moderato, en mi bémol majeur, à 
, 96 mesures : le ton général de mi bémol majeur est entrecoupé d'un bref passage en ut mineur avec sa couleur mélancolique.
3. Menuetto et Trio, en si bémol majeur, à 
, 32+16 mesures : allure de danse populaire avec ses syncopes typiques.
4. Finale: Allegro assai, en si bémol majeur, à 
, 374 mesures : une tarentelle au rythme frénétique conclut cette symphonie optimiste à l'équilibre maitrisé.

Durée : environ 23 minutes

Introduction de l'Allegro assai :
La lecture audio n'est pas prise en charge dans votre navigateur. Vous pouvez télécharger le fichier audio.
Introduction de l'Andante moderato :
La lecture audio n'est pas prise en charge dans votre navigateur. Vous pouvez télécharger le fichier audio.
Première reprise du Menuetto :
La lecture audio n'est pas prise en charge dans votre navigateur. Vous pouvez télécharger le fichier audio.
Première reprise du Trio :
La lecture audio n'est pas prise en charge dans votre navigateur. Vous pouvez télécharger le fichier audio.
Introduction de l'Allegro assai final :
La lecture audio n'est pas prise en charge dans votre navigateur. Vous pouvez télécharger le fichier audio.